# Devastation (Computerspiel)
Devastation ist ein Ego-Shooter der Firma Digitalo Studios. Erschienen ist das Spiel im März 2003. Das Spiel basiert auf der Unreal Engine 2 und bot eine für die damalige Zeit gute Grafik. Ebenso weist das Spiel für die Spielumgebung eine glaubhafte Physik-Engine auf.

## Handlung
Im dystopischen Jahre 2075 ist die Erde heruntergekommem, zerstört und gefährlich. Riesige Firmen kontrollieren die ganze Welt. Genetisch manipulierte Truppen töten jeden, der gegen die Konzerne rebelliert. Der Spieler übernimmt die Rolle von Flynn Haskell, dem Anführer einer der letzten übrig gebliebenen Widerstandsbewegungen. Große Hoffnung liegt bei einem in die Grathius Corporation eingeschleusten Mitglied der Widerstandsbewegung. Dieses hat wichtige Daten über Genmanipulationen seitens des Konzerns herangeschafft, wird jedoch kurz darauf getötet. Nun müssen Flynn und seine Mitstreiter die Daten entschlüsseln. Dabei treffen sie auf Eve, eine Mitarbeiterin von Grathius, die sich schnell der Widerstandsbewegung anschließt, da sie mit ihrem Leben bei Grathius nicht zufrieden ist.

## Spielprinzip

### Spielmodi
Einzelspieler:
- 20 Maps
- Der Spieler kann zwischen Arcade- (schnelleres Spiel, unrealistischeres Waffen- und Bewegungsverhalten etc.) und Simulationsmodus (Gewicht der Waffen beeinflusst Bewegung, Zielen in Bewegung schwieriger etc.) wählen.

Mehrspieler:
Es stehen sechs Modi zur Auswahl:
- Deathmatch
- Team-Deathmatch
- Capture the Flag
- Territory-Modus
Hierbei muss das eine Team einen geheimen Code finden, um in die gegnerische Basis zu gelangen. Dort angelangt, muss der Respawn-Point des Gegners lahmgelegt werden, sodass Gegner, die getötet wurden, bis zum Ende der Runde draußen bleiben müssen.
- GunGame-Modus
- Place the Bomb-Modus

### Waffen
Die große Auswahl an Waffen und die Möglichkeit, viele Waffen im Akimbo-Modus einzusetzen, zeichnen Devastation aus.
Es gibt im Spiel 40 verschiedene Waffen, die sich in acht Kategorien einteilen lassen:
- Nahkampfwaffen
- Handfeuerwaffen
- Leichte, automatische Waffen
- Sturmgewehre und Schrotflinten
- Scharfschützengewehre
- Schwere Waffen
- Spezialwaffen
- Granaten

## Technik
Das Spiel basiert auf der Unreal Engine 2, welche bereits Unreal Tournament 2003 und Unreal 2 zugrunde lag und für die Entwicklung neuer Spiele durch andere Entwicklungsstudios konzipiert war. Devastation fiel besonders durch die hochauflösenden Texturen, den hohen Detailreichtum der virtuellen Umgebung und die stimmige Sprachausgabe auf. Es kam auch die bewährte Physik-Engine Havok zum Einsatz und simulierte das physikalisch korrekte Verhalten von Objekten wie beispielsweise Kisten, Lampen und Dosen in der Umgebung. Weiterhin wird auch der umstrittene Ragdoll-Effekt verwendet, der Bewegungen getroffener Körper der Gegner berechnet und darstellt.

## Modifikationen
Das Spiel wird in der deutschen Verkaufsversion zusammen mit dem Editor UnrealEd geliefert, mit dem es möglich ist, eigene Levels zu entwickeln.
Aufgrund der großen Konkurrenz durch andere Ego-Shooter mit derselben Engine (und nicht zuletzt der Unreal-Serie selber) ist die Community um Devastation ziemlich klein, weshalb kaum umfangreiche Modifikationen erhältlich sind.

## Rezeption

### Rezensionen
In der Fachpresse wurde Devastation insgesamt als mittelmäßig eingestuft. Die technische Umsetzung wurde gelobt, so zum Beispiel die Grafik und Umsetzung von städtischen Umgebungen, sowie die Soundeffekte und die große Auswahl an Waffen. Kritik wurde jedoch am simplen Spielablauf und an der schwachen KI von Mitspielern und Gegnern, an der sekundären Handlung und der mittelmäßigen Schauspielleistung der Sprecher geäußert. Nach Meinung einiger Kritiker stellen spätere Levels lediglich bessere Botmatches dar. Die Zeitschrift PC Gamer (US) gab dem Spiel eine Bewertung von 73 %. Die Computer Gaming World hingegen hatte nur 1,5 von 5 Sternen für Devestation übrig.
"Alle Spannung verpufft und das Spiel wird zu einer Art Deathmatch gegen Schafe." – Computer Gaming World

### Altersfreigabe
Die deutsche Version von Devastation ist ungeschnitten und identisch zu sämtlichen internationalen Fassungen. Trotzdem halten sich bis heute Gerüchte um Kürzungen im Spiel. Diese rühren daher, dass zum einen tatsächlich angedacht war, die Ragdoll-Elemente aus dem Spiel zu entfernen, zum anderen auch diverse PC-Spielemagazine die deutsche Fassung als „zensiert“ ankündigten. Die deutsche Version von Devastation wurde jedoch ohne derartige Eingriffe von der USK ab 16 Jahren freigegeben.